# Vlag van Slowakije

Verticale variant

De vlag van Slowakije bestaat uit drie gelijke horizontale banen in de kleuren wit (boven), blauw en rood. In de bovenhoek aan de hijskant staat het wapenschild van Slowakije afgebeeld, gecentreerd tussen de witte en rode baan. De vlag is in gebruik sinds 3 september 1992.

## Symboliek
De kleuren van de vlag zijn (in de gebruikte volgorde) sinds halverwege de 19e eeuw de Slowaakse kleuren en staan derhalve voor de eenheid van het Slowaakse volk. Daarnaast zijn de drie kleuren de pan-Slavische kleuren, waarmee ze de Slavische aard van het Slowaakse volk symboliseren.
Het wapenschild is een oud-Gotisch schild. Het toont drie blauwe heuvels tegen een rode achtergrond. Op de middelste heuvel staat een zilveren Patriarchenkruis. De heuvels symboliseren de Tatra, de Kleine Fatra en Grote Fatra (alle in Slowakije) en de Mátra (in Hongarije), drie bergketens in het noorden van het voormalige Koninkrijk Hongarije.

## Ontwerp
De ontwerpspecificaties van de Slowaakse vlag zijn vastgelegd in wet 63 van (18 februari) 1993. Hierin wordt bepaald dat de verhouding tussen de hoogte (aangegeven met h in de figuur hiernaast) en de breedte (lengte) van de vlag 2:3 is, hetgeen betekent dat de vlag anderhalf keer zo breed als hoog is. Alle banen zijn even hoog en nemen dus een derde van de hoogte in. Het wapen neemt de helft van de hoogte van de vlag in en staat even ver van de boven- als van de onderkant.
Om het wapen bevindt zich een witte rand. Deze heeft een breedte die gelijk is aan één honderdste van de breedte van de vlag (of anderhalf honderdste van de hoogte).

Constructie van de vlag

## Geschiedenis
De kleurencombinatie wit-blauw-rood gaat terug tot 1848, toen Oostenrijk-Hongarije, waar Slowakije toen een deel van was, met revoluties te kampen had. In eerste instantie gebruikten de Slowaakse opstandelingen een rood-witte vlag, maar al snel werd daar het blauw aan toegevoegd (in allerlei combinaties, zonder het wapen). Pas in 1868 werd de huidige kleurenvolgorde de standaard. Hoewel het gebruik van deze vlag in de Oostenrijks-Hongaarse Dubbelmonarchie verboden was, is de wit-blauw-rode driekleur sindsdien een symbool van de Slowaken gebleven.
Toen Oostenrijk-Hongarije na de Eerste Wereldoorlog ontbonden werd, ging Slowakije samen met Subkarpatisch Roethenië en de Tsjechische landen Bohemen, Moravië en Tsjechisch Silezië de nieuwe republiek Tsjecho-Slowakije vormen. De vlag van Tsjecho-Slowakije was in eerste instantie (1918) een wit-rode vlag, gebaseerd op de Boheemse kleuren, maar na twee jaar werd er een blauwe driehoek toegevoegd om Slowakije te symboliseren. Deze vlag is nog steeds in gebruik als de vlag van Tsjechië.
Binnen Tsjecho-Slowakije had de Slowaakse driekleur tot 1938 geen officiële status. Door het Verdrag van München kreeg Slowakije autonomie binnen Tsjecho-Slowakije en werd de wit-blauw-rode vlag de officiële vlag van het autonome gebied. Op 14 maart 1939 verklaarde Slowakije zich onafhankelijk en zou het tot het einde van de Tweede Wereldoorlog een Duitse vazalstaat blijven. In deze periode bleef de driekleur ook in gebruik — steeds zonder wapen.
Na de Tweede Wereldoorlog werd Tsjecho-Slowakije in oude vorm hersteld (afgezien van Roethenië, dat aan de Sovjet-Unie moest worden afgestaan) en werd de vlag met de blauwe driekleur weer de Tsjecho-Slowaakse vlag. De Slowaakse vlag werd buiten gebruik gesteld.
Op 1 maart 1990, toen de Slowaken meer autonomie binnen Tsjecho-Slowakije verkregen, werd de wit-blauw-rode vlag (nog steeds zonder wapen) de officiële vlag van de Slowaakse Republiek in Tsjecho-Slowakije. Het wapen werd toegevoegd in 1992, toen besloten werd dat Slowakije vanaf 1 januari 1993 een onafhankelijke staat zou worden en daartoe een nieuwe grondwet moest worden opgesteld (waarin de vlag beschreven werd). De reden voor de plaatsing van het wapen op de vlag was dat de versie zonder wapen te veel gelijkenissen vertoont met de vlag van Rusland en de vlag van Slovenië.
Op 3 september 1992 werd de vlag voor het eerst gehesen; dit gebeurde voor de Burcht van de hoofdstad Bratislava. Het vaststellen van de ontwerpdetails gebeurde echter, zoals hierboven vermeld, pas in februari 1993.

Vlag van Tsjecho-Slowakije, 1918-1919
Vlag van Tsjecho-Slowakije, 1919-1920
Vlag van Tsjecho-Slowakije, 1920
Vlag van Tsjecho-Slowakije, 1920-1939 en 1945-1992
Onofficiële vlag van Slowakije voor 1938. Officiële vlag van het autonome Slowakije (1938-1939), de Slowaakse Republiek (1939-1945) en de Slowaakse Republiek binnen Tsjecho-Slowakije (1990-1992).
?? Oorlogsvlag van de Eerste Slowaakse Republiek (1939-1945)

## Vlaginstructie

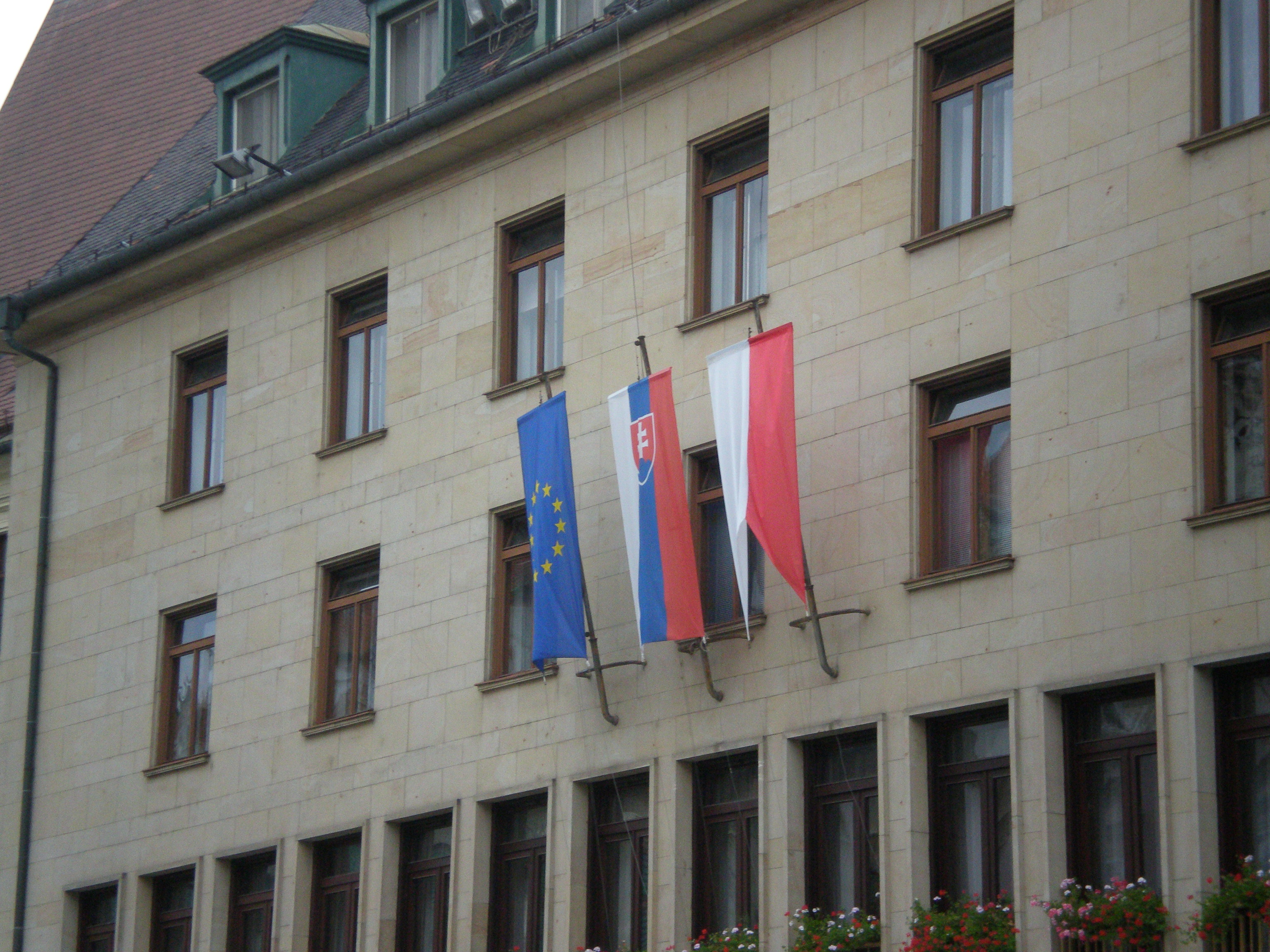
Verticale Slowaakse vlag tussen verticale uitvoeringen van de Europese vlag en de vlag van Bratislava

In de hiervoor reeds genoemde wet van 18 februari 1993 is de vlaginstructie van de Slowaakse vlag vastgelegd. Hierin is vastgelegd door wie de vlag gebruikt mag worden en wanneer en op welke wijze dat moet gebeuren. De Slowaakse nationale overheid mag altijd de vlag van haar gebouwen uitsteken; de lagere overheden alleen op feest- en herdenkingsdagen. Het Slowaakse ministerie van Binnenlandse Zaken kan het uitsteken van de vlag door de overheid bevelen; bij lokale feesten mag de gemeente dat ook doen. In de praktijk is de vlag veel te zien in het Slowaakse straatbeeld.
De Slowaakse vlag heeft binnen Slowakije altijd de erepositie: links van de andere vlaggen (van voren gezien) of in het midden (bij een even aantal de linker positie van de middelste twee).
De vlag moet (evenals de vlaggenstok) met respect behandeld worden. Dat betekent onder meer dat er geen zaken op aangebracht mogen worden en dat de vlag de grond niet mag raken. Ook mogen geen vuile vlaggen gebruikt worden.
De vlag moet bij nationale rouw halfstok worden gehesen.
Wanneer de vlag verticaal hangt, moet de witte baan zich links bevinden, hoewel het soms voorkomt dat deze zich rechts bevindt. De afstand van het schild tot de boven-, linker- en rechterkant is hetzelfde als bij de gewone vlag en de hoogte (hier: de lange zijde van de vlag) is minstens driemaal zo groot als de breedte.

## Presidentiële standaard

?Vlag van de president van Tsjecho-Slowakije (1918-1939)
?Vlag van de president van de Eerste Slowaakse Republiek (1939-1945)
?Vlag van de president van Tsjecho-Slowakije (1945-1960)
?Vlag van de president van Tsjecho-Slowakije (1960-1990)
?Vlag van de president van Tsjecho-Slowakije (1990-1992)
?Vlag van de president van Slowakije (1993-heden)